# Les O'Connell
Pour les articles homonymes, voir O'Connell.
Les O'Connell (de son nom complet Leslie James O'Connell) est un rameur néo-zélandais né le 23 mai 1958 à Timaru.

## Biographie
Les O'Connell remporte le titre mondial en huit en 1982 et en quatre avec barreur en 1983. 
Il participe à l'épreuve de quatre sans barreur aux Jeux olympiques d'été de 1984 à Los Angeles avec comme partenaires Shane O'Brien, Conrad Robertson et Keith Trask. Les quatre Néo-Zélandais sont sacrés champions olympiques. La même année, il est champion national en deux sans barreur et remporte en 1986 le titre national en quatre sans barreur.